# 1887 no desporto

## Eventos
- 29 de setembro - Fundação do clube de futebol alemão Hamburger Sport-Verein.
- 1 de novembro - Fundação do clube de futebol italiano Juventus Football Club.
- 3 de novembro - Fundação do clube de futebol português Associação Académica de Coimbra - Organismo Autónomo de Futebol.

### Xadrez
- 17 de julho - Torneio de xadrez de Frankfurt de 1887, vencido por George Henry Mackenzie.[1]

## Nascimentos
| Data       | Nome       | Profissão | Nacionalidade  | Observações | Ref   |
| ---------- | ---------- | --------- | -------------- | ----------- | ----- |
| 28 de maio | Jim Thorpe | atleta    | Estados Unidos | m. 1953     | [ 2 ] |

## Mortes
| Data | Nome | Profissão | Nacionalidade | Observações | Ref |
| ---- | ---- | --------- | ------------- | ----------- | --- |